# Brahima Cissé
Brahima Cissé (10 maggio 1977) è un ex calciatore burkinabé, di ruolo difensore.

## Carriera

### Nazionale
Ha debuttato in Nazionale nel 1996. Ha partecipato, con la Nazionale, alla Coppa d'Africa 2000 e alla Coppa d'Africa 2002. Ha collezionato in totale, con la maglia della Nazionale, 12 presenze.

## Palmarès

### Club

#### Competizioni nazionali
- Campionato burkinabé di calcio: 2

USFAN: 1997-1998, 2000
- Coppa del Burkina Faso: 1

USFAN: 2002